# Тими Макс Елшник
Тими Макс Елшник (Птуј, 29. април 1998) је словеначки фудбалер који игра за Црвену звезду. Члан је и репрезентације Словеније.

## Играчка каријера

### Клубови
Дерби каунти
Током своје прве сезоне у Дерби каунтију, Елшник је најпре играо за млађи тим до 18 година, а затим је прешао у тим до 21 године. На завршетку сезоне 2015/16, проглашен је за најбољег стипендисту године у клубу. После потписивања новог трогодишњег уговора са клубом у августу 2016. године, дебитовао је за први тим као замена у мечу против Карлајл јунајтеда у Лига купу, где је постигао два гола и допринео победи Дербија у пенал серији. Дерби Каунти га је отпустио у јулу 2019. године.
Свиндон Таун (позајмица)
Елшник је 31. августа 2017. потписао сезонску позајмицу за Свиндон Таун заједно са саиграчем из Дербија Келаном Гордоном.  Два дана касније, Елшник је дебитовао у Свиндону током њиховог пораза од Барнета код куће резултатом 4:1, који је одиграо читавих 90 минута.
Менсфилд Таун (позајмица)
Елшник је 31. августа 2018. године потписао сезонску позајмицу са Менсфилд Тауном. Након четири дана, он је дебитовао за Менсфилд у њиховој победи од 2:1 против Линколн Ситија у ЕФЛ Трофеју, играјући свих 90 минута.
Тридесетог октобра 2018. године, Елшник се вратио у тим Менсфилда, започевши меч против Кру Александре. Елшник је постигао два гола, доприносећи победи Менсфилда од 3:0.
Олимпија Љубљана
У јануару 2020. вратио се у словеначки фудбал и потписао уговор са Олимпијом из Љубљане. Са Олимпијом је био шампион Словеније у сезони 2022/23. док је два пута освојио словеначки Куп (2021. и 2023. године). 
Црвена звезда
Дана 29. јула 2024. године потписао је четворогодишњи уговор са београдском Црвеном звездом.

## Репрезентација
Елшник је представљао Словенију на нивоу до 17, до 18, до 19 и до 21 године. Дебитовао је за сениоре 8. октобра 2021. у квалификационој утакмици за Светско првенство 2022. против Малте, заменивши Јасмина Куртића пред крај утакмице у 82. минути.
Ажурирано утакмице игране до 1. јула 2024.
| Репрезентација | Година | Ута. | Голови |
| -------------- | ------ | ---- | ------ |
| Словенија      |        |      |        |
| 2021           | 1      | 0    |        |
| 2022           | 1      | 0    |        |
| 2023           | 8      | 0    |        |
| 2024           | 9      | 1    |        |
| Укупно         | Укупно | 19   | 1      |

Скор и резултати наводе први зброј голова Словеније, колона са скором показује резултат након сваког Елшниковог гола.
| Бр. | Датум         | Стадион                             | Противник   | Скор | Резултат | Такмичење   |
| --- | ------------- | ----------------------------------- | ----------- | ---- | -------- | ----------- |
| 1   | 26. март 2024 | Стадион Стожице, Љубљана, Словенија | Португалија | 2–0  | 2–0      | Пријатељска |

## Успеси

### Играчки
Олимпија Љубљана
- Прва лига Словеније у фудбалу: 2022/23.[21]
- Куп Словеније:  2020/21, 2022/23.[22]